# 인테프 3세

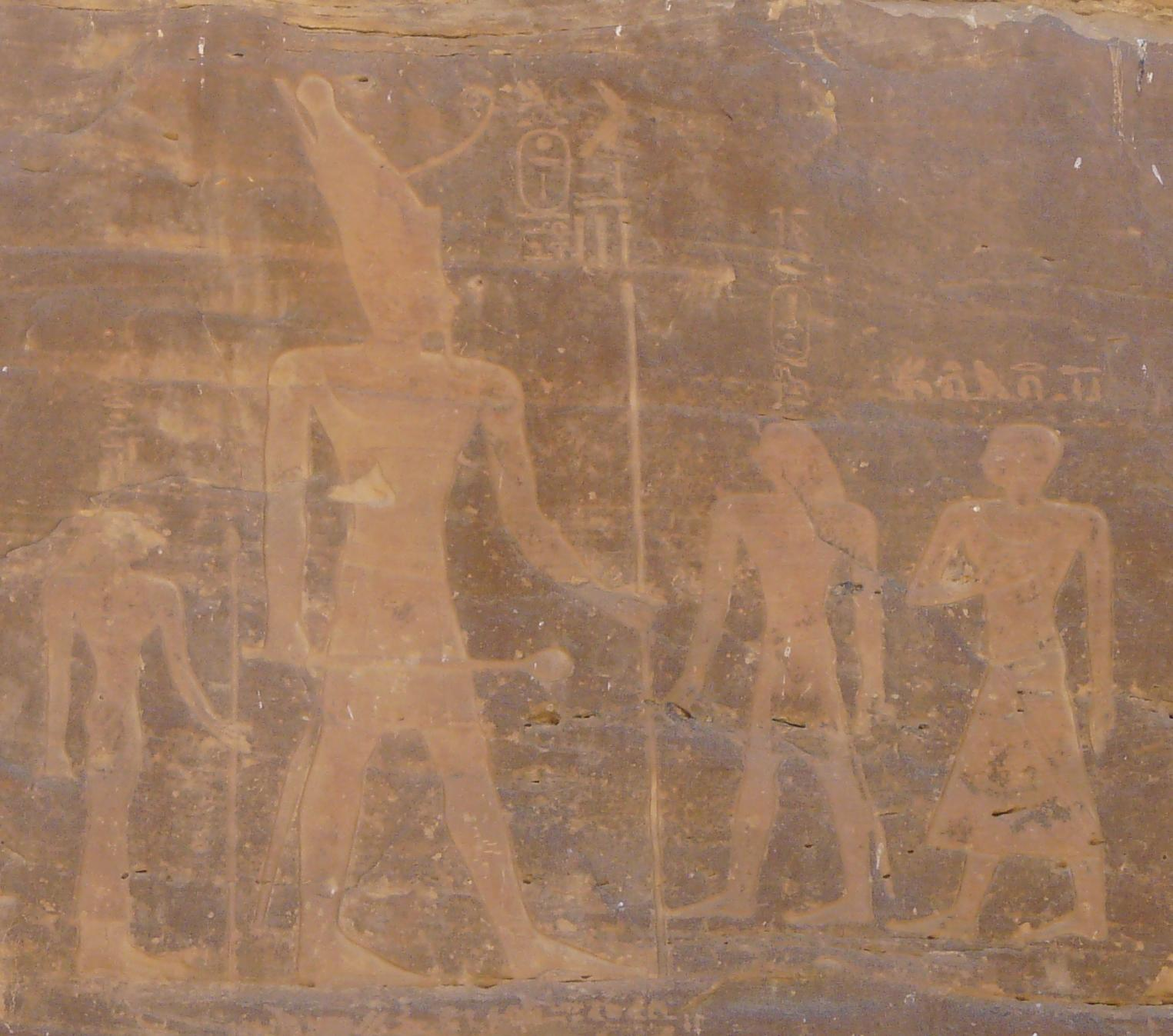

인테프 3세(Intef III, 재위 : 기원전 2069년 ~ 기원전 2060년)는 이집트 제11왕조의 파라오로, 인테프 2세의 아들이다. 호루스 이름은 나크트네브테프네페르(Nakhtnebtepnefer)로, '아름답고 강한 승리자'라는 뜻이다.
그는 아버지가 수행했던 전쟁을 계속하여 하이집트 왕조들의 공격을 막아내고, 자신의 영토는 헤라클레오폴리스 근처까지 확장시켰다.
인테프 3세는 짧은 재위 끝에 사망하였으며, 아들인 멘투호테프 2세가 계승하게 된다.
| 전임 인테프 2세 | 제4대 이집트 제11왕조의 파라오 기원전 2069년 ~ 기원전 2060년 | 후임 멘투호테프 2세 |